# Dworzec Warszawski (Petersburg)

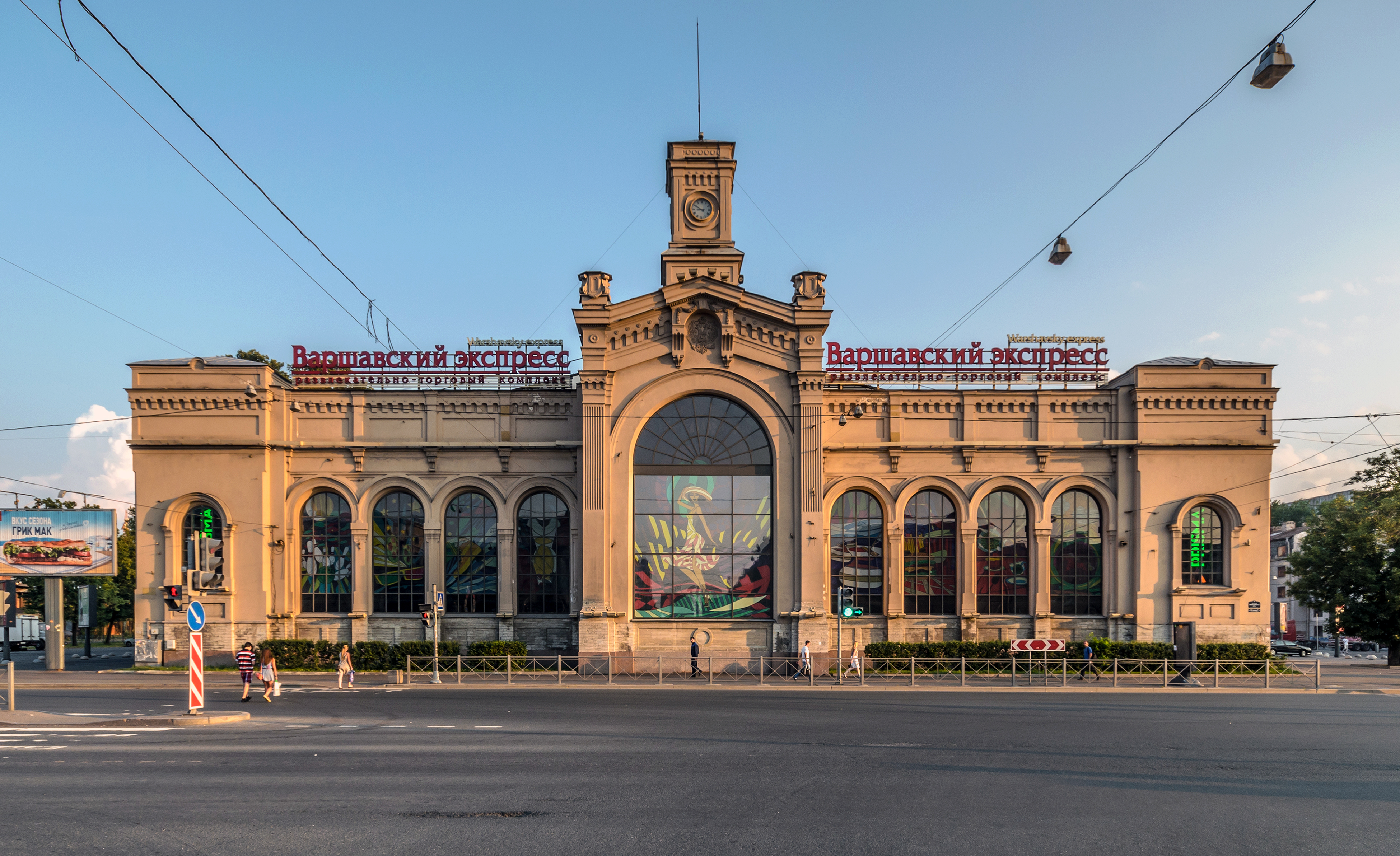
Dworzec Warszawski w Petersburgu

Dworzec Warszawski (ros. Варшавский вокзал) – były dworzec kolejowy w Petersburgu (jeden z sześciu w tym mieście).
Obecnie dworzec nie spełnia roli transportowej – stację zamknięto, a w budynku dworca urządzono kompleks rozrywkowo-handlowy „Dworzec Warszawski”.

## Opis
Budynek dworca położony jest na nabrzeżu Kanału Obwodowego nr 118. Został on zbudowany w latach 1852–1853 według projektu Ksawerego Skarzyńskiego dla obsługi w ramach budowy linii Sankt Petersburg – Gatczyna Warszawska (ukończonej w 1858 r.). Budynek z trzech stron otaczał perony, które przykrywał konstrukcją metalowo-szklaną.
W celu rozbudowy stacji w latach 1857–1860 zbudowano nowy budynek dworca. Jednakże dworzec okazał się drogi w eksploatacji i w dodatku zagrożony był od strony technicznej.
W latach 1869–1872 linię rozbudowano tak, że łączyła już rosyjską stolicę z Warszawą. W czasie II wojny światowej dworzec ucierpiał od ostrzału i bombardowań. Po remoncie ustawiono przy nim statuę Lenina. W latach 60. rozebrano konstrukcję zadaszającą perony. Od 2001 roku stacja jest nieczynna i przebudowywana dla celów komercyjnych, ruch kierowano na sąsiednie dworce.